# Cuantă
În fizică, o cuantă (plural: cuante) reprezintă o entitate indivizibilă a valorii energiei respectiv al momentului particulelor elementare ale materiei numite fermioni), cât și a fotonilor sau altor bosoni. Cuvântul provine din latinescul "quantus", care înseamnă "cât." Astfel s-a ajuns la noțiunea de cuantificare. Asta înseamnă că o proprietate poate lua doar anumite valori numerice discrete, în loc de a lua orice valoare dintr-un anumit domeniu de valori. De aici se naște un termen înrudit: număr cuantic.
Un foton este uneori referit sub termenul de "cuantă de lumină." Energia unui electron aflat într-un atom se spune că este cuantificată, ceea ce are ca efect stabilitatea atomilor și a materiei în general. Cuanta de energie a fost denumită constanta Planck, ai cărei multipli pot fi înțeleși atât ca energia multiplicată cu timpul cât și ca impulsul multiplicat cu distanța.

## Dezvoltarea mecanicii cuantice
Mecanica cuantică, ramura fizicii care se bazează pe cuantificare, a luat ființă la începutul secolului 20 când Max Planck și-a publicat teoria explicând emisia spectrală a unui corp absolut negru. În acea lucrare Planck a utilizat unitățile de măsură Planck pe care le-a inventat cu un an mai devreme.
Consecințele diferențelor existente între mecanica clasică și mecanica cuantică au devenit rapid foarte evidente. Dar abia în 1926, prin lucrările lui Werner Heisenberg, Erwin Schrödinger și alții, mecanica cuantică este descrisă matematic complet și corect. În ciuda succeselor experimentale uriașe, interpretările filozofice ale teoriei cuantice sunt încă aprig dezbătute.
Planck a fost nehotărât în a accepta noua idee a cuantificării, ca mulți alții. Dar, neexistând o alternativă acceptabilă, a continuat să folosească această idee, efortul său fiind mai târziu foarte bine răsplătit. Optisprezece ani mai târziu, când a acceptat premiul Nobel pentru fizică pentru contribuția sa, a denumit această perioadă "câteva săptămâni de muncă foarte stranie" din viața sa. În cursul acestor câteva săptămâni, a fost nevoit să infirme o mare parte din propriile-i cercetări teoretice efectuate în anii precedenți. Cuantificarea s-a dovedit a fi singura cale de a descrie noile și detaliatele experimente care de abia începuseră să fie efectuate. A realizat totul practic peste noapte, raportând public colegilor săi acestă schimbare de mentalitate, în întâlnirile din octombrie, noiembrie și decembrie ale Societății Germane de Fizică susținute în Berlin, în cadrul cărora lucrările referitoare la natura corpului negru au fost intens discutate. Astfel, experimentaliști pricepuți (precum Friedrich Paschen, O.R. Lummer, Ernst Pringsheim, Heinrich Rubens și F. Kurlbaum) și un teoretician sceptic precum Planck, au produs o revoluție stiințifică.

### Formula cuantică a radiației corpului negru
Când un obiect este încălzit, el radiază căldură, o formă a radiației electromagnetice în zona infraroșie a spectrului electromagnetic. Toate acestea erau bine înțelese la acel moment și aveau o importanță practică considerabilă. Atunci când obiectul încălzit ajunge la incandescență, undele care au lungimea de undă apropiată de roșu încep să fie vizibile. Acest lucru fusese studiat in anii anteriori, pe măsură ce instrumentele necesare au fost dezvoltate. Totuși, cea mai mare parte a radiației rămâne în zona infraroșie, până când obiectul devine la fel de fierbinte ca și suprafața Soarelui (aproximativ 6000 K, când cea mai mare parte a luminii este de culoare verde). Aceste temperaturi nu puteau fi obținute în laboratoarele din acel moment. Pe de altă parte, măsurarea undelor aflate în zona infraroșu s-a putut realiza doar după ce au fost puse la punct tehnici experimentale noi. Până atunci, marea parte a spectrului electromagnetic nu era măsurabil și de aceea emisia corpurilor negre nu a putut fi descrisă în detaliu. 
Formula cuantică a radiației corpului negru, reprezentând prima piesă a mecanicii cuantice, a fost scrisă în seara zilei de Duminică 7 octombrie 1900, în contextul unor calcule efectuate de Planck. El se baza pe informațiile furnizate de Heinrich Rubens (aflat în vizită cu soția sa) referitoare la concluziile unui experiment foarte recent despre radiația infraroșie. Mai târziu în aceași seară, Planck a trimis formula pe o carte poștală, pe care Rubens a primit-o a doua zi dimineață. Câteva zile mai târziu, îl informează pe Planck că formula funcționează perfect. La început, părea să fie vorba doar de o potrivire a valorilor teoretice (date de formulă) cu datele practice culese anterior; mai târziu s-a dovedit că formula ducea la ideea de cuantificare. 
Acest al doilea pas a fost posibil doar datorită unei anumite presupuneri norocoase (sau poate a talentului, Planck însuși a numit-o "o presupunere necesară asupra unei formule de interpolare"). Aceasta a avut loc în timpul în care căuta să simplifice forma matematică a formulelor sale. Pe scurt, avea două expresii matematice:
- (i) din experimentele anterioare asupra părții roșii a luminii, îl avea pe x;
- (ii) acum, din experimentele radiațiilor infraroșii, apăruse x².

Combinând aceste două sub forma x(a+x), se poate obține x cu aproximație, când x este mult mai mic decât a (cazul zonei roșii a spectrului); asemenănător, se obține x² (din nou, cu aproximație) când x este mult mai mare ca a (cazul radiației infraroșii). Formula energiei E, pentru cazul în care radiația are o singură lungime de undă λ și temperatura T, poate fi scrisă sub forma:
{\displaystyle E={\frac {h\lambda }{e^{\frac {h\lambda }{kT}}-1}}}
Aceasta este ceea ce (în esență) este comparat cu măsurătorile experimentale. Există doi parametrii care trebuie determinați din date, notați în forma utilizată azi ca: h, ce reprezintă constanta lui Planck și k, care este constanta lui Boltzmann. Ambele sunt acum noțiuni fundamentale ale fizicii, dar atunci nu aveau nici o semnificație. "Cuanta elementară de energie" este hλ. Însă o asemenea unitate de măsură nu există în mod normal și nu este necesară pentru cuantificare.

## Dincolo de radiația electromagnetică
În timp ce cuantificarea a fost la început legată de radiația electromagnetică, ea descrie un aspect fundamental al energiei în general nu doar cel al energiei fotonilor.

### Nașterea mecanicii cuantice
Din experimente, Planck a dedus valorea numerică a lui h și k. Astfel el a putut anunța, în ședința Societății Germane de Fizică din 14 decembrie 1900, în care ideea cuantificării (energiei) a fost făcută publică pentru prima dată, valori pentru numărul lui Avogadro, care reprezintă numărul moleculelor dintr-un mol precum și valoarea unei unități de sarcină electrică, care erau mult mai precise decât ceea ce se știa până atunci. Acest eveniment este azi referit ca "nașterea mecanicii cuantice".